# Rudolf III. von Hohensax
Rudolf III. von Sax (auch: von Hohensax; * unbekannt; † 1446/1447) war von 1438 bis 1447 der 31. Abt von Einsiedeln.

## Herkunft und Familie

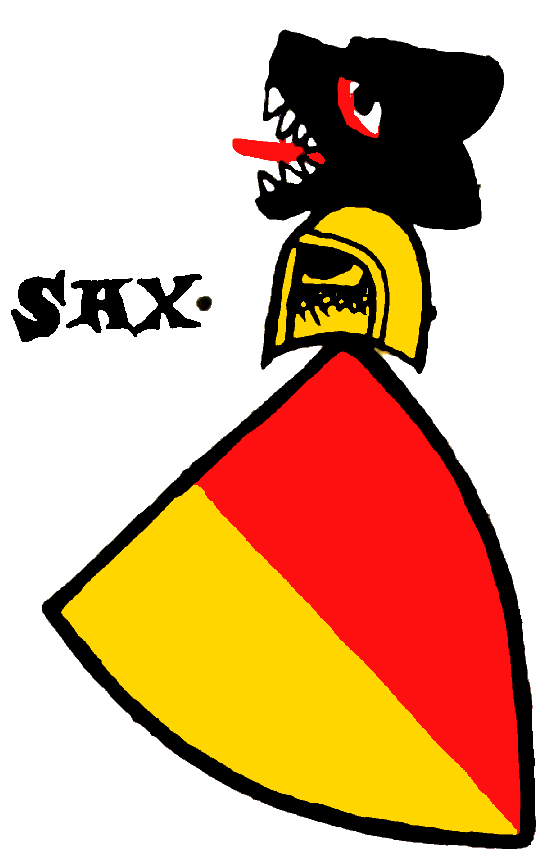
Wappen derer von Sax in der Zürcher Wappenrolle

Rudolf III. ist der fünfte Sohn des Freiherren Ulrich Eberhard von Sax und der Gräfin Elisabeth von Werdenberg-Sargans. Die Familie gehörte der jüngeren Linie der Sax an und nannte sich auch Hohensax.

## Leben
Erstmalig wird Rudolf III. im Stift 1428 aufgrund einer Übertragung eines Klosteramts – das der Kämmerei – genannt.
Die Wahl zum Abte erfolgte am 31. Dezember 1439.
Bereits unter seinem Vorgänger brach der Alte Züricherkrieg aus. Nach einer blutigen Auseinandersetzung auf dem Etzel wurde am 14. Mai ein vorläufiger Frieden geschlossen. Zur Erinnerung an diese Schlacht wurde eine Schlachtkapelle auf dem Hochetzel errichtet, zu welcher jeweils am 26. Juni gepilgert wurde. Dieser Pilgergang erfolgt bis heute, wobei das Ziel nun die St. Meinradskapelle auf dem Etzelpass ist.
Das genaue Todesdatum Rudolfs ist unbekannt. Urkundlich wird er zuletzt am 11. November 1446 erwähnt. Sein Nachfolger erscheint bereits am 12. Februar 1447, sodass das Todesdatum dazwischen liegen muss.